# الهروب من الخدمة

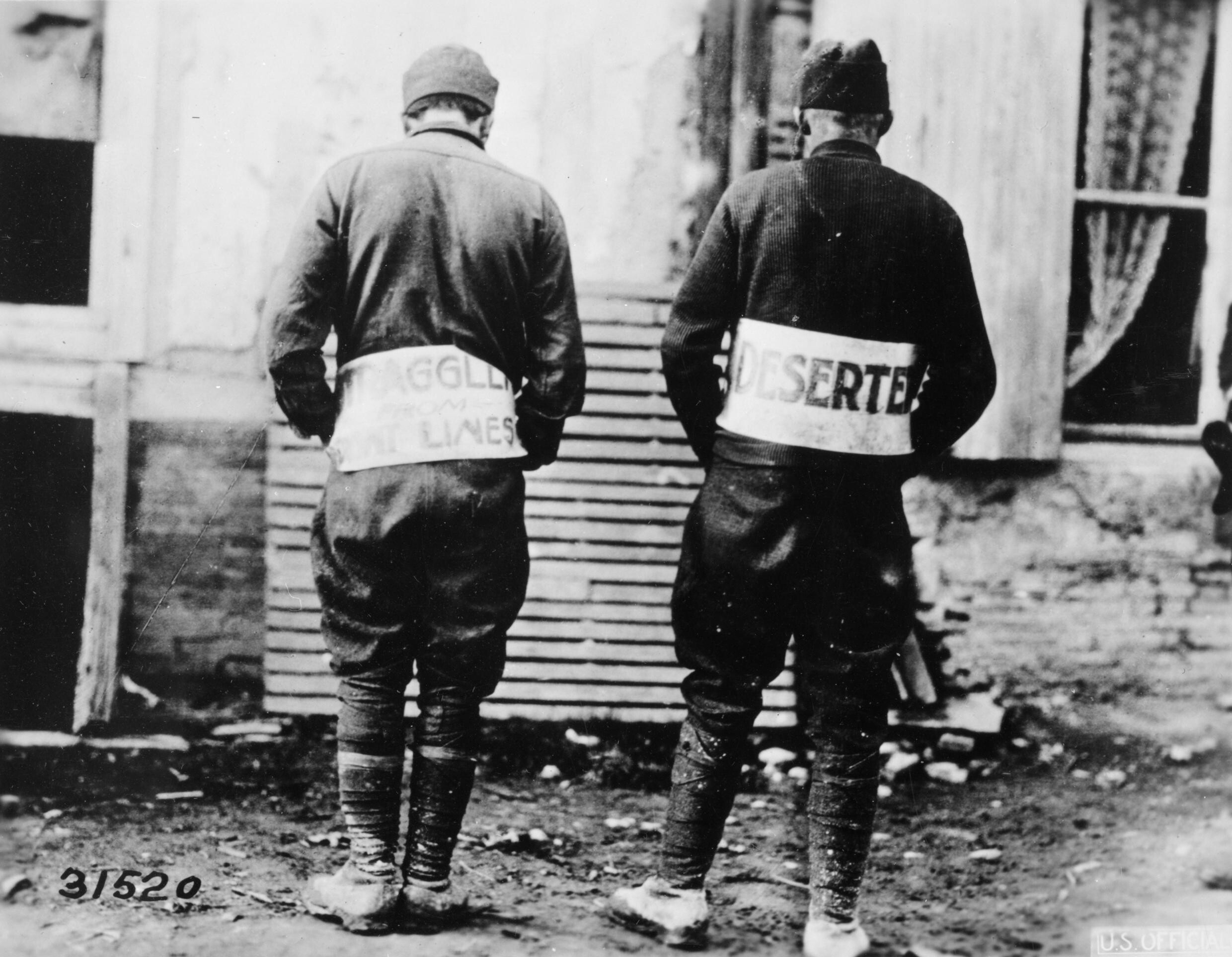
التشهير بجنديين بتهمة الفرار (يمين) والغياب (يسار) في الجيش الأمريكي بسنة 1917

الهروب من الخدمة أو الفرار من الخدمة العسكرية أو الهجر (بالإنجليزية: Desertion) هو ترك الضابط أو الجندي مركز عمله دون إذن أو إجازة رسمية. لمدة طويلة تحددها قوانين الدول. وتختلف العقوبة بزمن السِلْم عن زمن الحرب، وبكون الفرار من أمام العدو أو إليه (الانشقاق).

## نبذة تاريخية
مع الانتقال إلى الجيوش النظامية، وتطور الانضباط العسكري، والتدريب التعليمي للجنود، بدأ الفرار من ساحة المعركة في الانخفاض؛ لكن الهروب من الخدمة في وقت السلم تطور بشكل كبير. بسبب عبء الخدمة، وطول فتراتها، واضطراب العلاقات بين الرؤساء والمرؤوسين، والتجنيد العشوائي.
في القرن التاسع عشر، تم التصدي لظاهرة الفرار بتحسين أنظمة الحراسة. وتخفيض شروط الخدمة، وإنشاء نظام قانوني محدد بدقة في الجيش، والذي غير الحياة العسكرية، فتحول الفرار من ظاهرة جماعية إلى ظاهرة فردية.

## العقوبات

### قديما
قطع المصريون القدماء ألسنة الفرايين من المعركة. حرم اليونانيون الفارين من مناصبهم الفخرية، وألبسوهم ثوباً مخزياً، وحلقوا نصف رؤوسهم وعرضوهم بهذا الشكل لمدة ثلاثة أيام في السوق؛ ويعد الرجل الهارب رجل غير أمين لا يمكن لفتاة أن تتزوج به. في روما واجه الهارب عقوبة الإعدام ومصادرة الممتلكات أو العبودية. علق الألمان القدماء الفارين في الشجركَخَوَنَة؛ لكن بعض الجنرالات اقتصروا على قطع الأنف أو الأذنين أو اللسان أو اقتلاع العينين.

#### الوضع القانوني للفرار في قضايا جرائم الحرب
بموجب القانون الدولي، فإن «الواجب» أو «المسؤولية» لا يكون بالضرورة تجاه «الحكومة» أو «الرئيس»، كما هو موضح في الجزء الرابع من مبادئ نورمبرغ، التي تنص على:
«حقيقة أن شخصًا ما تصرف وفقًا لأمر من حكومته أو بأمر من رئيسه لا يعفيه من المسؤولية بموجب القانون الدولي، بشرط أن يكون الخيار الأخلاقي ممكنًا له في الواقع».
على الرغم من أن الجندي الذي يخضع لأوامر مباشرة في المعركة، لا يخضع عادةً للمحاكمة على جرائم الحرب، إلا أن هناك لغة قانونية تدعم رفض الجندي لارتكاب مثل هذه الجرائم، في السياقات العسكرية خارج نطاق الخطر المباشر.
في عام 1998، أقر قرار مفوضية الأمم المتحدة لحقوق الإنسان 1998/77 أن «الأشخاص الذين يؤدون الخدمة العسكرية قد يصابون بالاستنكاف الضميري أثناء أداء الخدمة العسكرية». وهذا يفتح إمكانية الفرار من الخدمة كرد فعل على
الحالات التي يُطلب فيها من الجندي ارتكاب جرائم ضد الإنسانية كجزء من واجبه العسكري الإلزامي.
تم اختبار المبدأ دون جدوى في حالة الهارب من الجيش الأمريكي جيريمي هينزمان، حيث رفض مجلس الهجرة الفيدرالي الكندي وضع اللاجئ لأحد الفارين الذي يستشهد بالمادة الرابعة من نورمبرغ.